# Bhutański Komitet Olimpijski
Bhutański Komitet Olimpijski (BOC) (ang. Bhutan Olympic Committee) – bhutańskie stowarzyszenie związków i organizacji sportowych. Zajmuje się przede wszystkim organizacją udziału reprezentacji Bhutanu w igrzyskach olimpijskich oraz upowszechnianiem idei olimpijskiej, promocją sportu i reprezentowaniem bhutańskiego sportu w organizacjach międzynarodowych, w tym w Międzynarodowym Komitecie Olimpijskim.

## O komitecie
Bhutański Komitet Olimpijski powstał w listopadzie 1983, a do Międzynarodowego Komitetu Olimpijskiego przyjęto go w 1983 lub 1984. Bhutański Komitet Olimpijski zrzesza obecnie 15 związków sportowych.
Bhutańscy sportowcy wystąpili po raz pierwszy na igrzyskach w Los Angeles w 1984 i od tej pory startują na letnich igrzyskach nieprzerwanie. Do Los Angeles BOC wysłał sześciu łuczników (trzy kobiety i trzech mężczyzn). Najwyższą pozycję zajęła Sonam Chuki, która została sklasyfikowana na 43. miejscu. Nieprzerwanie od 1984 do 2008 Bhutan reprezentowali wyłącznie łucznicy. Ten stan zmieniła na igrzyskach w Londynie Kunzang Choden, która wystąpiła w strzelectwie. Bhutańczycy zajmowali z reguły miejsca pod koniec stawki i jak dotąd (2012) nie zdobyli żadnych medali.
Logo BOC przedstawia pięć kół olimpijskich wraz z drukiem, narodowym symbolem Bhutanu.
W 2015 przewodniczącym komitetu był książę Jigyel Ugyen Wangchuck, zaś sekretarzem Tshering Sonam Karma.